# Tyrannosaur
Tyrannosaur is een Britse film van Paddy Considine die uitgebracht werd in 2011. 

## Verhaal
Joseph is een werkloze man van middelbare leeftijd die alleen in een volkswijk in Glasgow woont. Zijn drankprobleem is alleen maar toegenomen sinds hij weduwnaar is. Hij is heel opvliegend van aard en denkt dat iedereen het op hem heeft gemunt. Zijn drang naar zelfdestructie brengt hem voortdurend in conflict. Wanneer hij op een dag uit een café wordt gezet is hij zo redeloos woedend dat hij zijn hond, zijn enige metgezel, doodschopt. 
Enige tijd later loopt hij het kringloopwinkeltje van Hannah binnen om zich te verstoppen. Hannah is een gelovige vrouw die onmiddellijk aanvoelt dat Joseph een gekweld man is, gekwetst door het leven. Ze zoekt toenadering tot hem en probeert hem troost te brengen. Aanvankelijk drijft de cynische Joseph de spot met haar maar wat later wacht hij haar toch weer op aan haar winkeltje.
Zo begint er een voorzichtige toenaderingspoging tussen hen. Maar Hannah, op het eerste gezicht een serene verschijning, is niet zo gelukkig als ze eruitziet: ze is getrouwd met James, een gewelddadige jaloerse echtgenoot die haar mishandelt en die ontdekt dat ze contact heeft met Joseph. Zal Hannah, die zo'n beetje Josephs bewaarengel geworden is, op haar beurt door hem gered worden?    

## Rolverdeling
| Acteur           | Personage                         |
| ---------------- | --------------------------------- |
| Peter Mullan     | Joseph                            |
| Olivia Colman    | Hannah                            |
| Eddie Marsan     | James, de man van Hannah          |
| Samuel Bottomley | Samuel, Josephs buurjongetje      |
| Sian Breckin     | de moeder van Samuel              |
| Paul Popplewell  | Bod, de vriend van Samuels moeder |
| Ned Dennehy      | Tommy, de vriend van Joseph       |